# Li Zuocheng

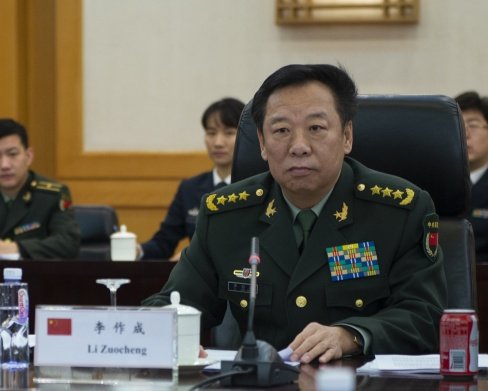
Li Zuocheng

Li Zuocheng (chinesisch 李作成; * Oktober 1953 in Anhua, Hunan) ist ein chinesischer General der Volksbefreiungsarmee, der seit 2017 Chef des Generalstabes und damit militärischer Befehlshaber der Streitkräfte ist.

## Leben
Li Zuocheng trat nach dem Schulbesuch 1970 in die Volksbefreiungsarmee ein und wurde 1972 Mitglied der Kommunistischen Partei Chinas (KPCh). Nach der Ausbildung zum Offizier hatte er verschiedene Funktionen inne. Unter anderem nahm er an Kämpfen im Rahmen des Chinesisch-Vietnamesischen Kriegs teil. Später diente er als Generalstabsoffizier, wurde 1997 zum Generalmajor befördert und fungierte zwischen 1998 und 2002 als Kommandeur der 41. Armeegruppe. Danach war er von 2002 bis 2007 stellvertretender Chef des Stabes der Militärregion Chengdu sowie zwischen 2007 und 2013 stellvertretender Kommandeur dieser Militärregion. Während dieser Zeit wurde er 2009 zum Generalleutnant befördert und übernahm schließlich zwischen 2003 und 2015 als Nachfolger von General Li Shiming den Posten als Kommandeur der Militärregion Chengdu.
2015 erhielt Li Zuocheng seine Beförderung zum General und übernahm am 1. Januar 2016 den Posten als Kommandeur des neu geschaffenen Heereskommandos. Diesen Posten behielt er bis zu seiner Ablösung durch General Han Weiguo. Er selbst übernahm daraufhin im August 2017 den Posten als Chef des Generalstabes der Volksbefreiungsarmee von General Fang Fenghui und damit als militärischer Befehlshaber der Streitkräfte. Von August 2017 bis Herbst 2022 war er Mitglied der Zentralen Militärkommission.

## Weblink
- Eintrag in China Vitae